# Adamczycha
Adamczycha is een plaats in het Poolse district  Ostrołęcki, woiwodschap Mazovië. De plaats maakt deel uit van de gemeente Baranowo en telt 90 inwoners.